# 山羊伝染性胸膜肺炎
山羊伝染性胸膜肺炎（やぎでんせんせいきょうまくはいえん、英:contagious caprine pleuropneumonia）とはMycoplasma capricolum subsp. capricolum感染を原因とする山羊の感染症。日本では家畜伝染病予防法において届出伝染病に指定されており、対象動物は山羊。症状は発熱、発咳、肺炎。悪化した場合は肺水腫や肺の硬変により死亡する。清浄地へ侵入した場合、高い致死率を示す。治療にはテトラサイクリン系抗生物質、マクロライド系抗生物質、ニューキノロン系合成抗菌薬が有効。不活化ワクチンが存在するが、日本では認可されていない。